# Дональдсон, Лили
Ли́ли Мо́ника До́нальдсон (англ. Lily Monica Donaldson; род. 27 января 1987) — британская супермодель.

## Биография

### Карьера
Лили Дональдсон родилась в Англии, в семье фотографа Мэтью Дональдсона и его жены Тиффани. Училась в Камденской школе для девочек. В 2003 году, во время похода по магазинам на Лили обратил внимание один из представителей модельного агентства Select Model Management. Менее, чем через год Дональдсон подписала контракт на участие в рекламных кампаниях таких брендов, как Miss Sixty, Jil Sander, Burberry и Dolce & Gabbana, а также появилась на обложке британской версии журнала Vogue. В 2005 году Лили была номинирована на соискание премии British Fashion Awards как лучшая модель, но награда в итоге досталась Карен Элсон.
В дальнейшем Лили участвовала в нью-йоркской, парижской, миланской неделях моды, демонстрируя на подиуме творения таких модных домов, как Christian Lacroix, Donna Karan, Christian Dior, Chanel, Michael Kors, Marc Jacobs и многих других. Также позировала для журналов Numéro, Harper's Bazaar, W, i-D, V Magazine, британского, японского, итальянского, французского Vogue, становилась «лицом» Jil Sander, Lanvin, Christian Dior, Mulberry, MaxMara, Gucci.
В мае 2007 года американский Vogue поместил на свою обложку фотографию авторства Стивена Мейзела, где Лили изображена в компании Хилари Рода, Каролин Трентини, Ракель Циммерман, Саши Пивоваровой, Агнесс Дин, Коко Роша, Джессики Стэм, Шанель Иман и Даутцен Крус. Издание представило их как новое поколение супермоделей.
В 2009 году французский Vogue назвал Лили Дональдсон в числе тридцати лучших моделей 2000-х годов наряду с Жизель Бюндхен, Натальей Водяновой, Владой Росляковой, Анной Селезнёвой, Наташей Поли, Сашей Пивоваровой и другими.

### Личная жизнь
С 2008 года встречается с Владимиром Рестуаном Ройтфельдом, сыном Карин Ройтфельд, бывшего главного редактора французской версии журнала Vogue.